# Alexander Efros
Alexander Lwowitsch Efros (en ruso: Александр Львович Эфрос) es un físico ruso. Es codescubridor de los nanocristales semiconductores conocidos como puntos cuánticos.

## Biografía
Se graduó como ingeniero físico en 1973 en el Instituto Tecnológico de Leningrado y recibió allí su doctorado en 1978. Fue científico en el Instituto Ioffe de 1981 a 1990, momento en el que se trasladó a Occidente.
En la década de 1980, junto con Alexei Ekimov y Alexei A. Onuschenko descubrieron los nanocristales semiconductores mientras estudiaban vidrios dopados. Determinaron correctamente el origen mecánico cuántico de las propiedades ópticas de los nanocristales que dependen del tamaño.
Estuvo en la Universidad Técnica de Múnich de 1990 a 1992 y en el Instituto Tecnológico de Massachusetts como científico visitante de 1992 a 1993. Desde 1993 es asesor del Laboratorio de Investigaciones Navales de Estados Unidos.
En 2001, se convirtió en miembro de la Sociedad Estadounidense de Física. Recibió el premio R. W. Wood en 2006 junto con Ekimov y Louis E. Brus. Obtuvo el Premio Alexander von Humboldt en 2008 por su trabajo sobre puntos cuánticos. En 2013, recibió la Medalla E. F. Gross de la Sociedad Óptica Rusa por su investigación pionera en nanocristales.